# Liste der Pfarren im Dekanat Schörfling
Das Dekanat Schörfling ist ein Dekanat der römisch-katholischen Diözese Linz.

## Pfarren mit Kirchengebäuden und Kapellen
| Pfarre                 | Seelsorgeraum | Patrozinium            | Kirchengebäude und Kapellen                                         | Bild                      |
| ---------------------- | ------------- | ---------------------- | ------------------------------------------------------------------- | ------------------------- |
| Abtsdorf               | Schörfling    | Hl. Laurentius         | Pfarrkirche Abtsdorf                                                | Pfarrkirche Abtsdorf      |
| Attersee               | Schörfling    | Mariä Himmelfahrt      | Pfarrkirche Attersee                                                | Wallfahrtskirche Attersee |
| Aurach am Hongar       | Schörfling    | Hl. Alexius            | Pfarrkirche Aurach am Hongar                                        | Pfarrkirche Aurach        |
| Gampern                | Schörfling    | Hl. Remigius           | Pfarrkirche Gampern Filialkirche Piesdorf                           | Pfarrkirche Gampern       |
| Lenzing an der Ager    | Schörfling    | Hl. Geist              | Pfarrkirche Lenzing Filialkirche Pichlwang                          | Pfarrkirche Lenzing       |
| Nußdorf am Attersee    | Schörfling    | Hl. Mauritius          | Pfarrkirche Nußdorf am Attersee                                     | Pfarrkirche Nußdorf       |
| Schörfling am Attersee | Schörfling    | Hl. Gallus             | Pfarrkirche Schörfling Schlosskapelle Kammer                        | Pfarrkirche Schörfling    |
| Seewalchen             | Schörfling    | Hl. Jakobus der Ältere | Pfarrkirche Seewalchen Filialkirche Kemating, Filialkirche Buchberg | Pfarrkirche Seewalchen    |
| Steinbach am Attersee  | Schörfling    | Hl. Andreas            | Pfarrkirche Steinbach am Attersee Kapelle beim Hotel Post           | Pfarrkirche Steinbach     |
| Unterach am Attersee   | Schörfling    | Hl. Bartholomäus       | Pfarrkirche Unterach am Attersee                                    | Pfarrkirche Unterach      |
| Weyregg am Attersee    | Schörfling    | Hl. Valentin           | Pfarrkirche Weyregg am Attersee Gahbergkapelle                      | Pfarrkirche Weyregg       |

## Dekanat Schörfling
Das Dekanat umfasst elf Pfarren.
Dechanten
- seit ? Reinhold Stangl, Pfarrer von Gampern